# Менчиловський (струмок)
Менчиловський, Минчелівський — струмок в Україні, у Міжгірському районі Закарпатської області, лівий доплив Тереблі (басейн Дунаю).

## Опис
Довжина струмка приблизно 3 км. Формується з багатьох безіменних струмків.

## Розташування
Бере початок на південний захід від села Береги. Тече переважно на північний захід понад Загорбом і впадає у річку Тереблю, праву притоку Тиси.